# Chlorissa hyperymna
Chlorissa hyperymna är en fjärilsart som beskrevs av Louis Beethoven Prout 1933. Chlorissa hyperymna ingår i släktet Chlorissa och familjen mätare. Inga underarter finns listade i Catalogue of Life.